# مستشار

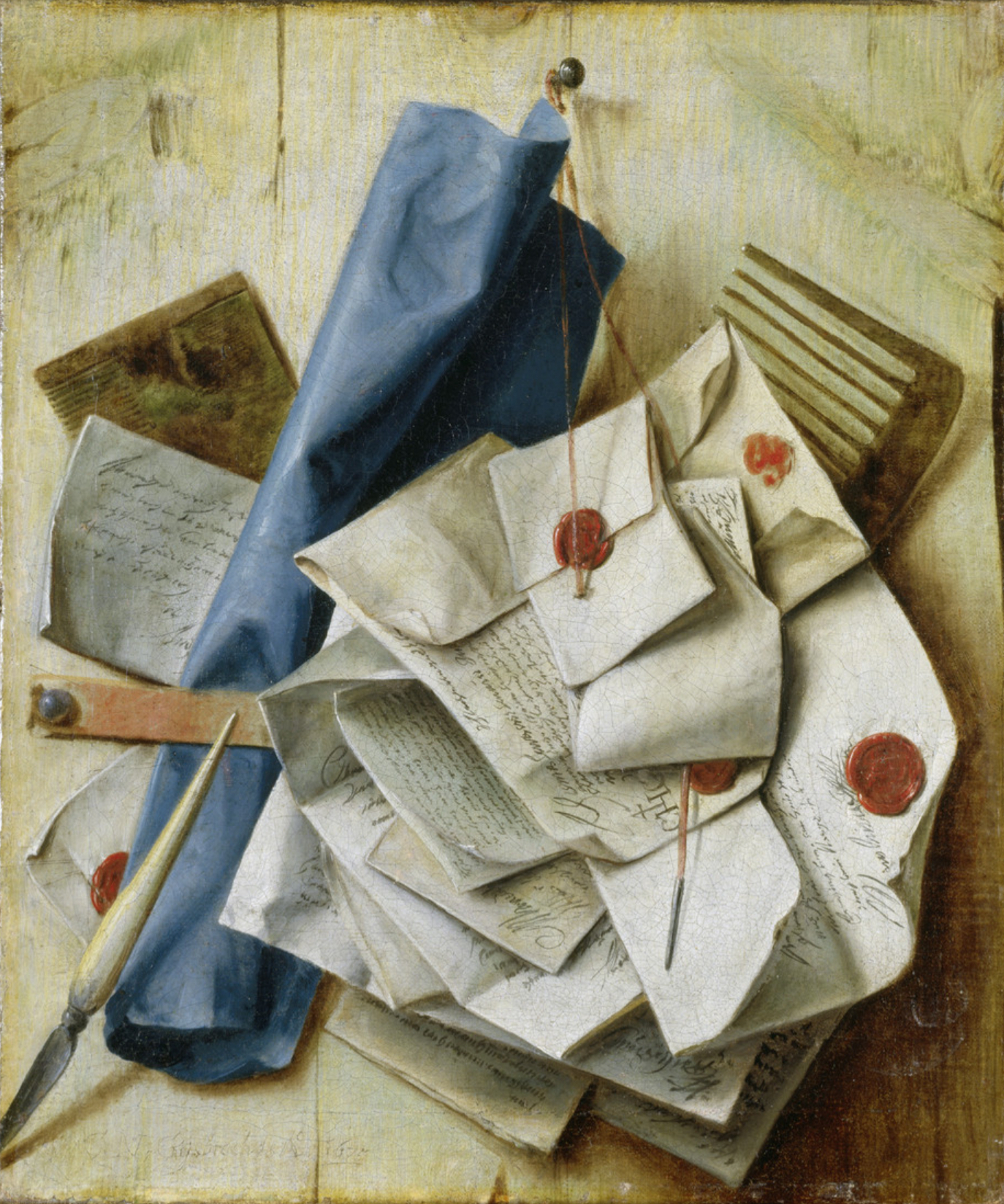

المستشار أو الاستشاري (باللاتينية: consultare)‏ هو خبير محترف يقدم المشورة في مجال معين مثل الأعمال التجارية والتعليم والقانون والامتثال التنظيمي والموارد البشرية والتسويق (والعلاقات العامة) والتمويل والرعاية الصحية والهندسة والعلوم والأمن (إلكترونيًا أو ماديًا)، أو أي من المجالات المتخصصة الأخرى.
عادة ما يكون المستشار خبيرًا أو محترفًا متمرسًا في مجال معين ولديه معرفة واسعة بالموضوع. يمكن أن يندرج دور الاستشاري خارج المجال الطبي (حيث يستخدم المصطلح خصيصًا لدرجة الطبيب) تحت إحدى الفئتين العامتين:
- مستشار داخلي : شخص يعمل داخل منظمة ولكنه متاح للاستشارة في مجالات تخصصه من قبل الإدارات أو الأفراد الآخرين (يعملون كعملاء)؛ أو
- مستشار خارجي : شخص يتم توظيفه خارجيًا للعميل (إما عن طريق شركة استشارية أو وكالة أخرى) ويتم تقديم خبرته على أساس مؤقت، مقابل رسوم عادةً. تتراوح الشركات الاستشارية في الحجم من الملكية الفردية التي تتكون من مستشار واحد، والشركات الصغيرة التي تتكون من عدد صغير من الاستشاريين، إلى الشركات الاستشارية المتوسطة إلى الكبيرة، والتي تكون في بعض الحالات شركات متعددة الجنسيات. يتعامل هذا النوع من المستشارين عمومًا مع عملاء متعددين ومتغيرين، وهم عادةً شركات أو منظمات غير ربحية أو حكومات.

من خلال تعيين مستشار، يمكن للعملاء الوصول إلى مستويات أعمق من الخبرة مما سيكون مجديًا من الناحية المالية بالنسبة لهم للاحتفاظ بها في المنزل على أساس طويل الأجل. علاوة على ذلك، يمكن للعملاء التحكم في نفقاتهم على الخدمات الاستشارية من خلال شراء أكبر قدر ممكن من الخدمات من الاستشاري الخارجي حسب الرغبة.
يقدم المستشارون نصائحهم لعملائهم في أشكال متنوعة. يتم استخدام التقارير والعروض التقديمية غالبًا. ومع ذلك، في بعض المجالات المتخصصة، قد يقوم الاستشاري بتطوير برامج مخصصة أو منتجات أخرى للعميل. اعتمادًا على طبيعة الخدمات الاستشارية ورغبات العميل، قد يتم نشر المشورة من المستشار، عن طريق وضع التقرير أو العرض التقديمي عبر الإنترنت، أو قد تظل المشورة سرية، ولا يتم تقديمها إلا لكبار المديرين التنفيذيين في المنظمة التي تأخذ المال مقابل الخدمات الاستشارية.

## طرق العمل
نطاق مجالات الخبرة التي يغطيها مصطلح «استشاري» واسع. أحد الأنواع الأكثر شيوعًا هو المستشار الإداري. تختلف الاستشارات والوسائل التي يتم من خلالها تعيين المستشار (الخارجي) حسب الصناعة والممارسات المحلية. ومع ذلك، فإن الاختلاف الرئيسي بين الخبير الاستشاري والمؤقت هو بشكل عام واحد في الاتجاه. يتم تعيين مستشار أو موظف مؤقت لتنفيذ موجز من حيث المساعدة في إيجاد حلول لقضايا محددة ولكن الطرق التي يتم بها القيام بذلك تقع بشكل عام على عاتق الاستشاري لاتخاذ القرار. يشار أيضًا إلى مستشار نظم المعلومات أو إدارة المشروع على أنه مجرد مستشار يدير قيودًا مثل الميزانية والموارد المتفق عليها مع العميل. من ناحية أخرى، يقوم المستشار الخارجي بدور غير الموظف الذي يوجد عادة داخل المنظمة ويساعد في سد الفجوة الناجمة عن نقص الموظفين والمهارات والخبرة. يتم توجيههم من خلال الهيكل الإداري العادي للمنظمة. ومع ذلك، هناك نموذج مختلط حيث يمكن تعيين استشاري كمدير مؤقت أو تنفيذي، مما يوفر مزيجًا من الخبرة المتخصصة للاضطلاع بدور شاغر مؤقتًا (عادةً على مستوى رفيع).
الاختلاف الثاني هو أن المؤقت يستخدم عمومًا للعمل الموجه نحو العمالة بينما يستخدم المستشار الخارجي عمومًا للعمل الموجه نحو الخدمة. المستشارون والموظفون المؤقتون هم أولئك الذين يعملون لصالح العملاء. كلاهما ليسوا موظفين في منظمة ويعمل كلاهما على أساس شروط العقد. بعض الشركات لديها موظفون في الشركة يعملون كمستشارين داخليين ويقدمون المشورة عبر الفريق. ومع ذلك، في معظم الحالات، يكون موظفو الشركة التي تحمل لقب استشارية هم أولئك الذين يعملون مع عملاء تلك الشركة ويكونون خارجيين بالنسبة للعميل. لا يمتلك المدير في شركة العميل، الذي يتبعه الاستشاري أو الموظف المؤقت، سلطة أو مسؤولية مباشرة عن نتيجة عمل الاستشاري لأنهم خارجيون ويقدمون خدمة لتلك الشركة. طالما أنهم خارج الشركة / الفريق فهم مستشارون، ولكن بمجرد انضمامهم إلى الشركة / الفريق يصبحون موظفين / أعضاء في الفريق ويتم منحهم المسميات الوظيفية بناءً على مهاراتهم.
يتم توظيف بعض الاستشاريين بشكل غير مباشر من قبل العميل من خلال شركة توظيف استشارية، وهي شركة توفر الاستشاريين على أساس الوكالة. لا تتمتع شركة التوظيف نفسها عادة بخبرة استشارية ولكنها تعمل مثل وكالة توظيف. هذا الشكل من العمل شائع بشكل خاص في قطاع تكنولوجيا المعلومات والاتصالات. غالبًا ما يُطلق على هؤلاء الاستشاريين اسم «المقاولون» نظرًا لأنهم يقدمون عادةً خدمات فنية (مثل البرمجة أو تحليل الأنظمة) التي يمكن إجراؤها داخليًا إذا لم يكن من الأسهل على صاحب العمل تشغيل نظام مرن يقتصر على تعيين هؤلاء التقنيين فقط في أوقات ذروة عبء العمل وليس بشكل دائم.
بينما يعمل العديد من الاستشاريين في الشركات، هناك أيضًا عدد متزايد من الاستشاريين المستقلين. ينضم العديد من هؤلاء المحترفين أيضًا إلى شبكات أو تحالفات تسمح لهم بالعثور على متعاونين وعملاء جدد.

## الأنواع الشائعة
في مجال الأعمال التجارية، ومؤخراً في المجال الخاص، فإن المستشارين الأكثر شيوعًا هم:
- مستشارو النمذجة ثلاثية الأبعاد متخصصون في مجال المسح الضوئي ثلاثي الأبعاد والطباعة والنمذجة والتصميم والهندسة والبناء وكل ما له علاقة بالأبعاد الثلاثة.
- مستشارو تحويل الأعمال متخصصون في مساعدة أصحاب المصلحة التجاريين على مواءمة الاستراتيجية والأهداف مع عملياتهم التجارية. قد يشمل ذلك المساعدة في تحديد فرص تغيير الأعمال وثغرات القدرات، وتحديد الحلول لتمكين القدرة التجارية المطلوبة (قد يشمل ذلك الحلول التقنية أو التنظيمية أو العملية) ودعم تنفيذ هذه التغييرات عبر الأعمال.
- مستشارو الهندسة تقديم خدمات الاستشارة ذات الصلة الهندسية مثل التصميم والإشراف والتنفيذ، والإصلاح والتشغيل والصيانة والتكنولوجيا، وإنشاء الرسومات والمواصفات، والتوصيات للجمهور والشركات.
- المستشارون التربويون الذين يساعدون الطلاب أو أولياء الأمور في اتخاذ القرارات التعليمية وتقديم المشورة في مختلف القضايا، مثل الرسوم الدراسية، والرسوم، والتأشيرات، والتسجيل في التعليم العالي.
- مستشارو الموارد البشرية (HR) الذين يقدمون الخبرة حول ممارسات التوظيف وإدارة الأفراد.
- يساعد مستشارو الهجرة في الإجراءات القانونية للهجرة من بلد إلى آخر.
- مستشارو الإنترنت المتخصصون في استخدام الإنترنت للأعمال ويبقون أنفسهم على اطلاع دائم بالقدرات الجديدة والمتغيرة التي يوفرها الويب. من الناحية المثالية، يتمتع مستشارو الإنترنت أيضًا بالخبرة العملية والخبرة في المهارات الإدارية مثل التخطيط الاستراتيجي والتغيير والمشاريع والعمليات والتدريب والعمل الجماعي ورضا العملاء.
- مستشارو تكنولوجيا المعلومات (IT) في العديد من التخصصات مثل أجهزة الكمبيوتر أو هندسة البرمجيات أو الشبكات.
- قد يكون المديرون المؤقتون كما هو مذكور أعلاه مستشارين مستقلين يعملون كمديرين تنفيذيين مؤقتين يتمتعون بسلطة اتخاذ القرار بموجب سياسات أو قوانين الشركة. يجوز لهم الجلوس في مجالس أو لجان مشكلة خصيصا
- مستشارو التسويق الذين يتم استدعاؤهم بشكل عام لتقديم المشورة حول مجالات تطوير المنتجات والمسائل التسويقية ذات الصلة بما في ذلك استراتيجية التسويق.
- مستشارو العمليات المتخصصون في تصميم أو تحسين العمليات التشغيلية ويمكن أن يكونوا محددين بالصناعة أو القطاع.
- يتعامل مستشارو العلاقات العامة (PR) بشكل خاص مع مسائل العلاقات العامة الخارجية لمنظمة العميل، وغالبًا ما يتم إشراكهم على أساس شبه دائم من قبل المنظمات الأكبر حجمًا لتقديم المدخلات والتوجيه.
- مستشارو الأداء الذين يركزون على تنفيذ مبادرة أو الأداء العام لعملائهم.
- مستشار العقارات ينصح مستثمري العقارات أو المشترين أو البائعين حول إيجابيات وسلبيات الاستثمار في عقار.
- مستشارو المبيعات الذين يركزون على جميع مستويات المبيعات والتسويق لتحسين عائد الاستثمار للمبيعات ونقل الحصة من المنافسة.
- مستشارو الإستراتيجية (المعروفون أيضًا باسم المستشارين الإداريين) يعملون على تطوير وتحسين الإستراتيجية التنظيمية جنبًا إلى جنب مع الإدارة العليا في العديد من الصناعات.

يتم عرض قائمة أكثر شمولاً للأنواع أدناه.

## أماكن العمل
على الرغم من أن معظم عمليات البحث والتحليل في المكتب تتم في مكاتب الاستشاريين أو المكاتب المنزلية، في حالة الشركات الاستشارية الصغيرة، يعمل المستشارون عادةً في موقع العميل لبعض الوقت على الأقل. من خلال قضاء الوقت في مؤسسة العميل، يكون الاستشاري قادرًا على مراقبة إجراءات العمل، ومقابلة العمال، والمديرين، والمديرين التنفيذيين، وأعضاء مجلس الإدارة، أو غيرهم من الأفراد، ودراسة كيفية عمل المنظمة.
إذا كان مستشار الإدارة يقدم المشورة إلى شركة برمجيات تعاني من معنويات الموظفين والتغيب عن العمل ومشكلات مع المديرين وكبار المهندسين الذين يغادرون الشركة، فمن المحتمل أن يقضي المستشار وقتًا طويلاً في مكتب العميل، وإجراء مقابلات مع الموظفين والمهندسين، المديرين والمديرين التنفيذيين، ومراقبة إجراءات العمل. من ناحية أخرى، فإن المستشار القانوني الذي طلب تقديم المشورة بشأن قضية معينة في قانون الملكية قد يعقد اجتماعات قليلة فقط في مكتب العميل، ويقوم بمعظم أعماله في مكتب الاستشارة وفي المكتبات القانونية.
وبالمثل، بدأت أسواق الاستشاريين ذوي المهارات العالية عبر الإنترنت في النمو. توفر هذه المنصات عبر الإنترنت للاستشاريين خبرة في العمل لشركات استشارية نموذجية للانتقال بسهولة إلى العمل الحر. هذا يعني أن العديد من الاستشاريين أصبحوا أكثر مرونة فيما يتعلق بالمكان الذي يمكنهم العمل فيه وطبيعة عملهم.

## المؤهلات
لا يوجد مؤهل واحد لتصبح استشاريًا، بخلاف تلك المنصوص عليها فيما يتعلق بالموظفين الطبيين والنفسيين والهندسيين الذين حصلوا على هذا المستوى من الدرجة أو التراخيص المهنية. الاستشاريون قد يملكون درجة البكالوريوس، درجة الدراسات العليا، درجة المهنية أو التسميات المهنية المتعلقة بمجال (ق) من الخبرة. في بعض المجالات، قد يُطلب من الاستشاري الحصول على تراخيص مهنية معينة (على سبيل المثال، قد يتعين على المهندس المدني الذي يقدم الاستشارات في مشروع بناء جسر أن يكون مهندسًا محترفًا). في أنواع أخرى من الاستشارات، قد لا تكون هناك متطلبات تأهيل محددة. قد يتعين على المستشار القانوني أن يكون عضوًا في نقابة المحامين أو حاصلًا على شهادة في القانون. قد يتعين على مستشار المحاسبة أن يكون لديه تسمية محاسبية، مثل حالة المحاسب القانوني. من ناحية أخرى، يصبح بعض الأفراد مستشارين بعد مسيرة مهنية طويلة ومتميزة كقائد تنفيذي أو سياسي، لذلك قد تكون خبرتهم الإدارية أو الحكومية هي «أوراق اعتمادهم» الرئيسية، وليس درجة أو تعيينًا مهنيًا.
يعرّف المستشار بيتر بلوك المستشار على أنه «شخص له تأثير على فرد أو مجموعة أو منظمة، ولكن ليس لديه سلطة مباشرة لتنفيذ التغييرات.» يقارن هذا بمدير بديل وهو الشخص الذي «يعمل نيابة عن مدير أو بدلاً منه». الفرق الرئيسي هو أن المستشار لا يتخذ قرارات أبدًا للفرد أو المجموعة، في حين أن المدير البديل يتخذ القرارات.
يلتزم الزملاء المعتمدون بمدونة قواعد الأخلاق التي تتطلب من الاستشاري تقديم «المشورة العملية الناجحة» فقط - «التحليل كطبيب عام والحل كمتخصص» - باستخدام مهارات وخبرات زميل مشارك متعاقد، وبالتالي في جميع الأوقات تزويد العميل بأفضل النصائح والدعم المتاح. على الصعيد الدولي، يتم الإشراف على اعتماد الاستشاريين الإداريين من قبل مؤسسات التدريب والاعتماد في التعليم العالي.
- تأسس المجلس الدولي لمعاهد الاستشارات الإدارية (ICMCI) في عام 1987 ويضم حوالي 50 معهدًا في جميع أنحاء العالم. إن الحصول على حالة مستشار إداري معتمد (CMC) هو اعتمادها المعترف به دوليًا (في بعض البلدان مثل الولايات المتحدة، يتوافق مع معايير ISO / IEC 17024: 2003) الذي لا يقتصر على المحتوى الفني لممارسة المستشار. على سبيل المثال، يمكن عقد هذا بالتساوي من قبل خبير الموارد البشرية أو مهندس كيميائي يعملون كمستشارين إداريين في مجال (مجالات) خبرتهم. يوجد حوالي 10000 مستشار اداري معتمد في جميع أنحاء العالم
- الاتحاد الدولي للمهندسين الاستشاريين (FIDIC) هو اتحاد يضم أعضاؤه جمعيات وطنية للمهندسين الاستشاريين.

لخدمات الاستشارات الإدارية، يتوفر معيار ISO 20700 منذ عام 2017 .

## الأنواع
- علم الآثار consultant
- Biotechnology consultant
- حوسبة سحابية consultant
- استشاري
- صيدلي استشاري
- Creative consultant
- Consulting psychology
- تصميم consultant
- تنوع consultant
- ثورة رقمية consultant
- Educational consultant
- Elevator consultant
- Employment consultant
- استشارة بيئية
- استشارات كلية
- مستشار مالي
- Franchise consultant
- Foreclosure consultant
- Heritage consultant
- إكرام الضيف consultant
- Human resources consultant
- Image consultant
- Immigration consultant
- وظيفة
- Information consultant
- Interim managers
- استشارة تقنية المعلومات
- أخصائي رضاعة
- Legal nurse consultant
- إدارة المخاطر
- إضاءة consultant
- Magic consultant
- استشارة إدارية
- Market entry consultant
- Media consultant
- طب consultant
- متحف consultant
- Performance consultant
- Political consultant
- Process consultant
- Professional engineering consultant
- علاقات عامة
- بيع
- Statistical consultant
- Strategy consultant
- سلسلة توريد consultant
- Theatre consultant
- Trial consultant
- مخطط حضري